# مذناب اللوز
مِذْناب اللوز (الاسم العلمي Iphiclides podalirius)، فراشة متوسطة القد من فُصيلة المذنابيات، جسمها حنطي اللون يعلوه خط قاطب أسود ينقطع عند مؤخر الظهر ثم يعود فيعلو البطن إلى الشرج. بسطتها نحو 65 مم.

## معرض صور

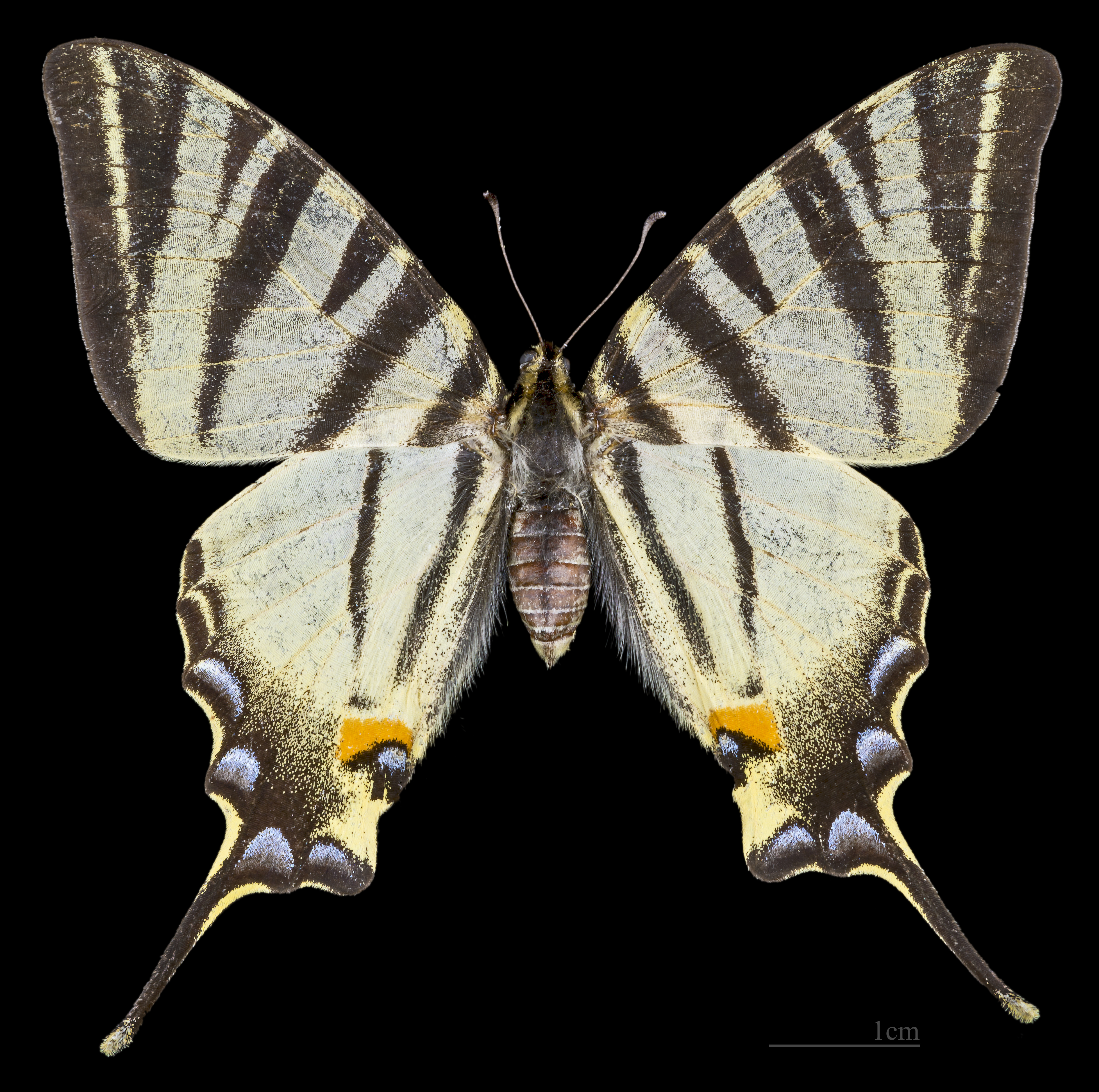
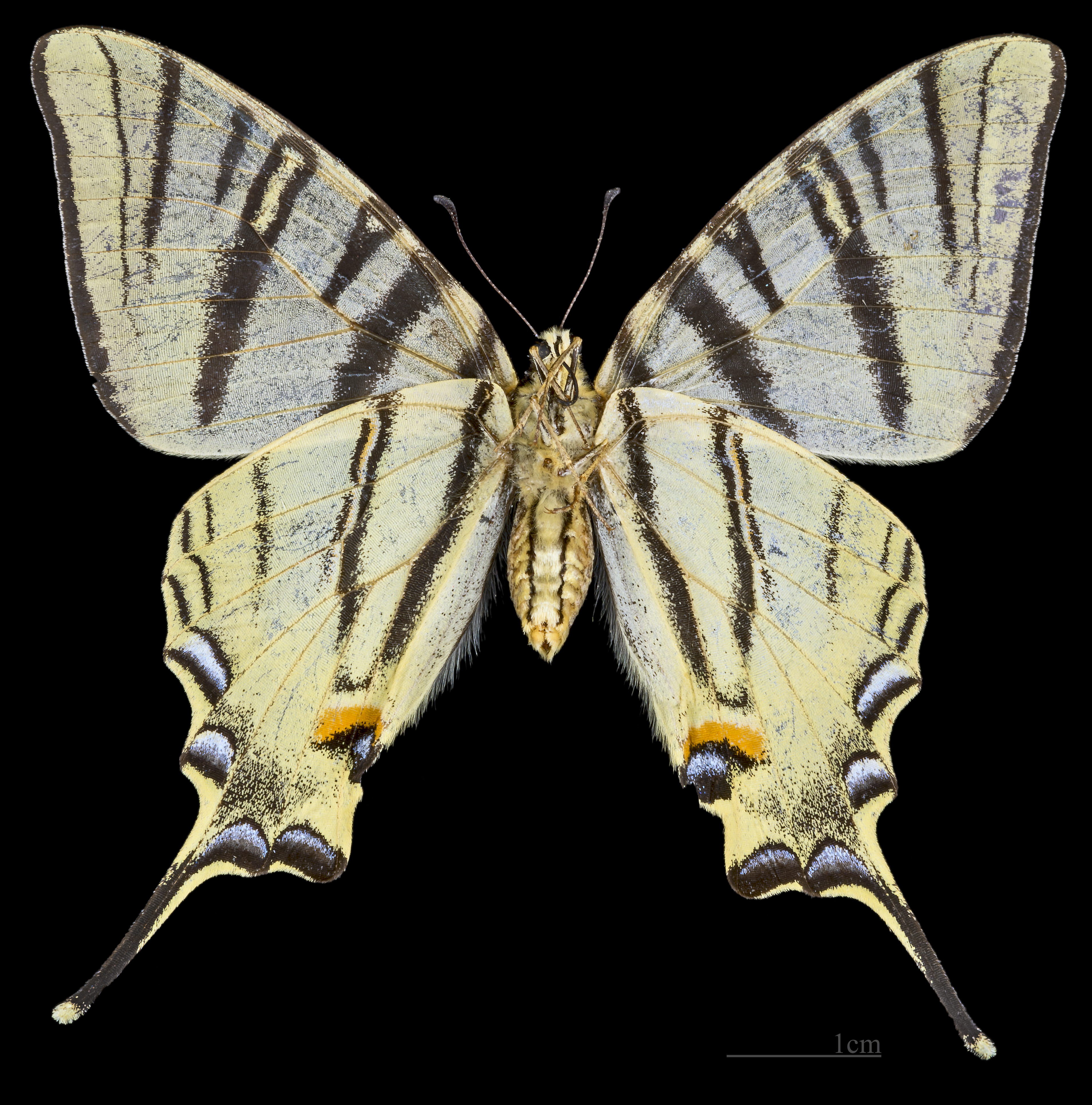
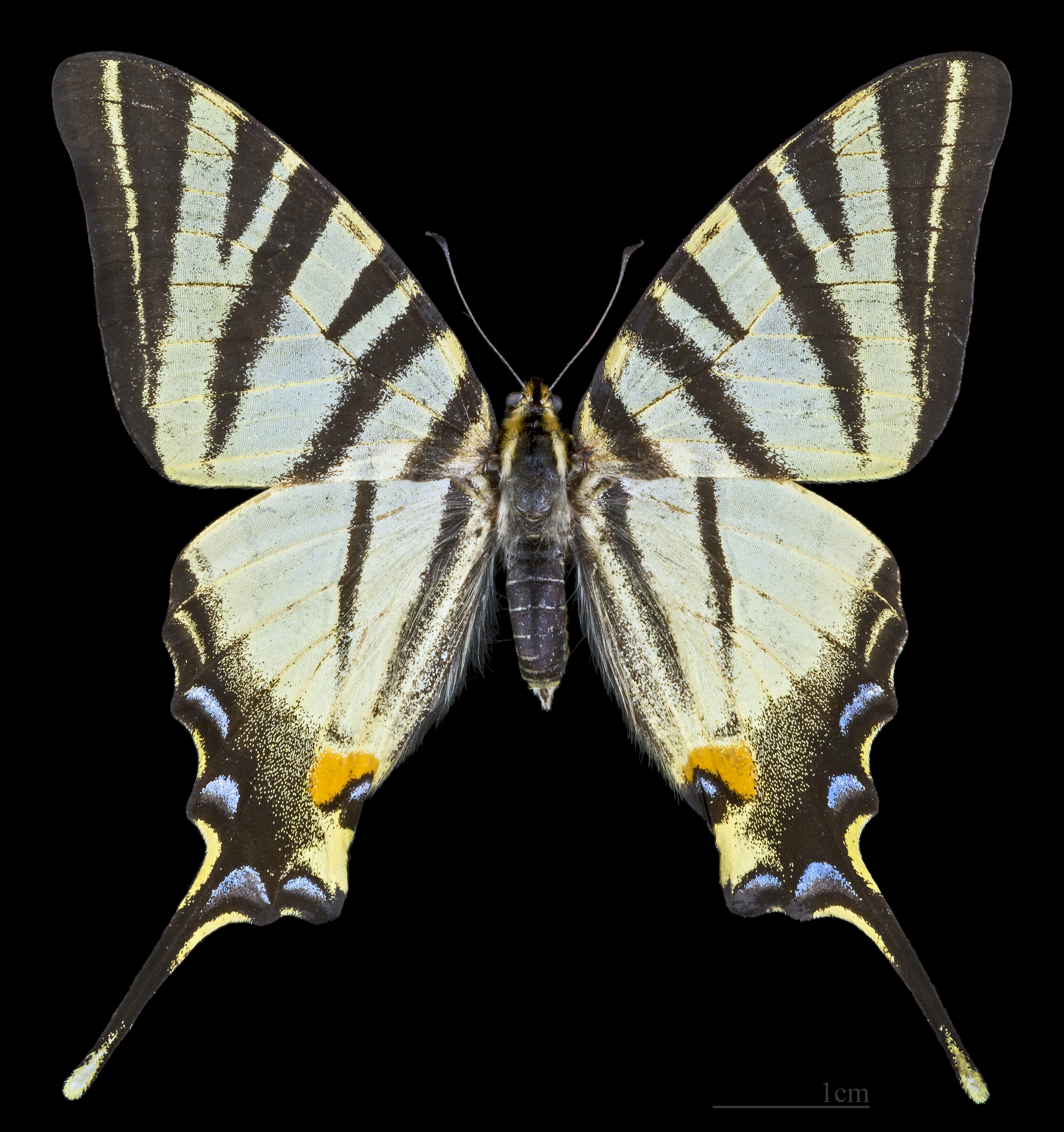
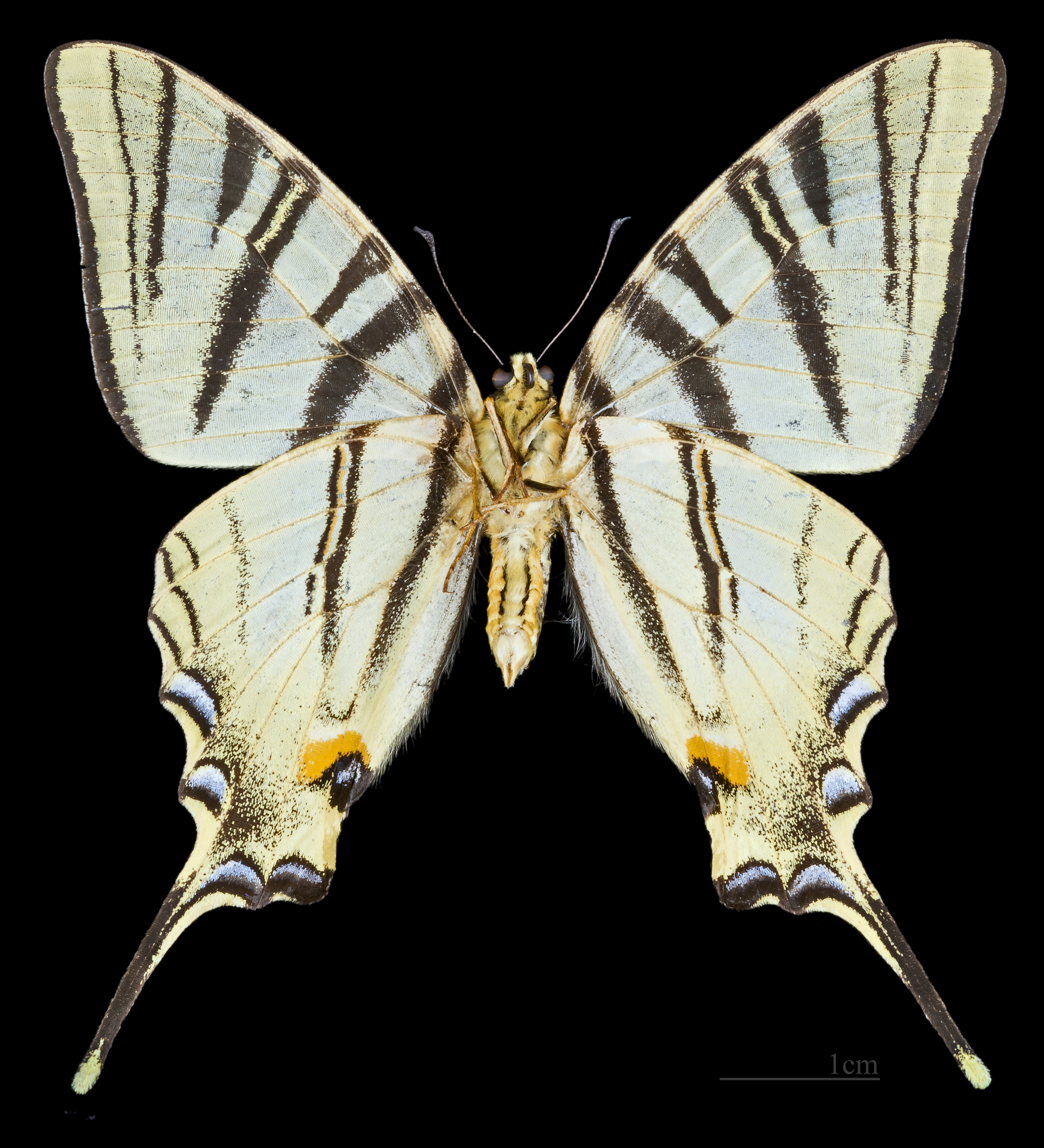